# Paravolley Zawiercie
Aluron CMC Paravolley Zawiercie – klub siatkówki na siedząco, sekcja Aluronu CMC Warty Zawiercie, powstała w 2023 roku poprzez połączenie z funkcjonującym od 2018 Paravolley Silesia.

## Historia
Klub, jako Paravolley Silesia Katowice, został utworzony w 2018 roku i był pierwszym klubem siatkówki na siedząco na Górnym Śląsku. W  sezonie 2019 zespół zajął czwarte miejsce w mistrzostwach Polski, przegrywając mecz o brąz ze Startem Wrocław. W 2021 roku klub został mistrzem Polski, zdobył także Puchar Polski. W 2022 roku zespół ponownie zdobył Puchar Polski. W tym samym roku zespół wystąpił w pierwszej edycji Euroligi. Pod wodzą Adama Malika drużyna kobiet zajęła trzecie miejsce w rozgrywkach (wygrana w meczu o brąz z KSO Bosna Zenica), a męska – czwarte. Ponadto najlepszymi blokującymi turnieju ogłoszono zawodników Paravolley Silesia, Annę Dzierżę i Jacka Tomczaka. W mistrzostwach Polski uzyskano natomiast trzecie miejsce. W 2023 roku zarówno mężczyźni, jak i kobiety zajęli piąte miejsce w Eurolidze. W czerwcu tegoż roku zawodnicy klubu zdobyli Puchar Polski.
We wrześniu 2023 roku nastąpiło utworzenie sekcji siatkówki na siedząco w ramach Aluronu CMC Warty Zawiercie poprzez połączenie z Paravolley Silesia. Trenerem był wówczas Adam Malik, a w składzie znajdowali się m.in. Marcin Polak (kapitan), Robert Szczerbaniuk, Dawid Kołodziej, Tatiana Sadza i Halina Kubica. W sezonie 2023 klub zajął trzecie miejsce w mistrzostwach Polski. Rok później zdobył natomiast puchar kraju,  wygrał także brązową Euroligę mężczyzn. Klub zajął także trzecie miejsce w międzynarodowym turnieju Beach Paravolley Ljubljana.

## Sukcesy
Mistrzostwa Polski:
- 2021
- 2022, 2023

Puchar Polski:
- 2021, 2022, 2023, 2024